# Kargowa (gemeente)
De gemeente Kargowa is een stad- en landgemeente in het Poolse woiwodschap Lubusz, in powiat Zielonogórski.
De zetel van de gemeente is in Kargowa.
Op 30 juni 2004 telde de gemeente 5782 inwoners.

## Oppervlakte gegevens
In 2002 bedroeg de totale oppervlakte van gemeente Kargowa 128,47 km², waarvan:
- agrarisch gebied: 42%
- bossen: 49%

De gemeente beslaat 8,18% van de totale oppervlakte van de powiat.

## Demografie
Stand op 30 juni 2004:
| Omschrijving                   | Totaal | Totaal | Vrouwen | Vrouwen | Mannen | Mannen |
| ------------------------------ | ------ | ------ | ------- | ------- | ------ | ------ |
| eenheid                        | aantal | %      | aantal  | %       | aantal | %      |
| inwoners                       | 5782   | 100    | 2957    | 51,1    | 2825   | 48,9   |
| bevolkingsdichtheid (inw./km²) | 45     | 45     | 23      | 23      | 22     | 22     |

In 2002 bedroeg het gemiddelde inkomen per inwoner 1357,73 zł.

## Administratieve plaatsen (sołectwo)
Chwalim, Dąbrówka, Karszyn, Nowy Jaromierz, Obra Dolna, Smolno Małe, Smolno Wielkie, Stary Jaromierz, Wojnowo.
Zonder de status sołectwo : Kaliska, Przeszkoda, Szarki.

## Aangrenzende gemeenten
Babimost, Bojadła, Kolsko, Siedlec, Sulechów, Trzebiechów, Wolsztyn